# Ningbo Challenger 2012
Il Ningbo Challenger 2012 è stato un torneo professionistico di tennis giocato sul cemento. È stata la 2ª edizione del torneo maschile, la 3ª di quello femminile, che fa parte dell'ATP Challenger Tour nell'ambito dell'ATP Challenger Tour 2012 e dell'ITF Women's Circuit nell'ambito dell'ITF Women's Circuit 2012. Il torneo maschile e quello femminile si sono giocati ad Ningbo nei Cina dal 10 al 16 settembre 2012.

## Partecipanti ATP

### Teste di serie
| Nazionalità   | Giocatore      | Ranking* | Testa di serie |
| ------------- | -------------- | -------- | -------------- |
| Taipei cinese | Lu Yen-hsun    | 64       | 1              |
| Cina          | Zhang Ze       | 171      | 2              |
| Taipei cinese | Wang Yeu-tzuoo | 182      | 3              |
| Cina          | Wu Di          | 206      | 4              |
| Taipei cinese | Yang Tsung-hua | 213      | 5              |
| Stati Uniti   | Michael Yani   | 228      | 6              |
| Giappone      | Hiroki Moriya  | 231      | 7              |
| Taipei cinese | Chen Ti        | 250      | 8              |

- Ranking al 27 agosto 2012.

### Altri partecipanti
Giocatori che hanno ricevuto una wild card:
- Gao Xin
- Gong Maoxin
- Wang Chuhan
- Zhou Zhuo-Qing

Giocatori passati dalle qualificazioni:
- Jaan-Frederik Brunken
- Jeong Suk-Young
- Wang Ruikai
- Yi Chu-huan

## Partecipanti WTA

### Teste di serie
| Nazionalità   | Giocatrice         | Ranking* | Testa di serie |
| ------------- | ------------------ | -------- | -------------- |
| Taipei cinese | Hsieh Su-wei       | 57       | 1              |
| Lussemburgo   | Mandy Minella      | 79       | 2              |
| Regno Unito   | Anne Keothavong    | 81       | 3              |
| Taipei cinese | Chang Kai-chen     | 113      | 4              |
| Giappone      | Erika Sema         | 126      | 5              |
| Russia        | Valerija Savinych  | 128      | 6              |
| Italia        | Alberta Brianti    | 132      | 7              |
| Portogallo    | Maria João Koehler | 140      | 8              |

- Rankings al 27 agosto 2012.

### Altre partecipanti
Giocatrici che hanno ricevuto una wild card:
- Han Xinyun
- Tang Hao Chen
- Xu Yifan
- Wang Yafan

Giocatrici passate dalle qualificazioni:
- Liu Fangzhou
- Tetjana Lužans'ka
- Yang Zhaoxuan
- Zhou Yimiao

Giocatrici che hanno ricevuto un con uno special ranking:
- Zarina Dijas

## Campioni

### Singolare maschile
- Peter Gojowczyk ha battuto in finale  Jeong Suk-Young con il punteggio di 6–3, 6–1

### Singolare femminile
- Hsieh Su-wei ha battuto in finale  Zhang Shuai con il punteggio di 6–2, 6–2

### Doppio maschile
- Sanchai Ratiwatana /  Sonchat Ratiwatana hanno battuto in finale  Gong Maoxin /  Zhang Ze con il punteggio di 6–4, 6–2

### Doppio femminile
- Shūko Aoyama /  Chang Kai-chen hanno battuto in finale  Tetjana Lužans'ka /  Zheng Saisai con il punteggio di 6–2, 7–5